# Матриця мас
В аналітичній механіці матриця мас — симетрична матриця M, яка виражає зв'язок між похідною за часом {\displaystyle {\dot {q}}} вектора узагальнених координат {\displaystyle q} системи та кінетичною енергією {\displaystyle T} цієї системи за рівнянням
{\displaystyle T={\frac {1}{2}}\mathbf {\dot {q}} ^{\textsf {T}}\mathbf {M} \mathbf {\dot {q}} }
де {\displaystyle \mathbf {\dot {q}} ^{\textsf {T}}} позначає транспонування вектора {\displaystyle \mathbf {\dot {q}} }. Це рівняння аналогічне формулі для кінетичної енергії частинки з масою {\displaystyle m} і швидкістю {\displaystyle v}, а саме
{\displaystyle T={\frac {1}{2}}m|\mathbf {v} |^{2}={\frac {1}{2}}\mathbf {v} \cdot m\mathbf {v} }
і може бути отримане з неї, якщо виразити положення кожної частинки системи через q.
У загальному випадку матриця мас М залежить від стану q і тому змінюється з часом.
Лагранжева механіка дає звичайне диференціальне рівняння (фактично, систему пов'язаних диференціальних рівнянь), яке описує еволюцію системи в термінах довільного вектора узагальнених координат, який повністю визначає положення кожної частинки в системі. Наведена вище формула кінетичної енергії є одним із членів цього рівняння, яке представляє загальну кінетичну енергію всіх частинок.

## Приклади

Система мас в одному просторовому вимірі

Наприклад, розглянемо систему, що складається із двох точкових мас, обмежених прямою лінією. Стан цих систем можна описати вектором двох узагальнених координат, а саме положеннями двох частинок уздовж лінії.
{\displaystyle q={\begin{bmatrix}x_{1}&x_{2}\end{bmatrix}}^{\textsf {T}}},
Припустимо, що частинки мають маси {\displaystyle m_{1}}, {\displaystyle m_{2}}, кінетична енергія системи
{\displaystyle T=\sum _{i=1}^{2}{\frac {1}{2}}m_{i}{\dot {x_{i}}}^{2}}
Цю формулу також можна записати як
{\displaystyle T={\frac {1}{2}}{\dot {q}}^{\textsf {T}}M{\dot {q}}}
де
{\displaystyle M={\begin{bmatrix}m_{1}&0\\0&m_{2}\end{bmatrix}}}

### Система N тіл
У загальнішому випадку розглянемо систему {\displaystyle N} частинок, позначених індексами i = 1, 2, …, N, де положення частинки з номером {\displaystyle i} визначається {\displaystyle n_{i}} вільними декартовими координатами (де {\displaystyle n_{i}} дорівнює 1, 2 або 3). Нехай {\displaystyle q} — вектор стовпця, що містить усі ці координати. Матриця мас {\displaystyle M} являє собою діагональну блокову матрицю, де в кожному блоці діагональні елементи це маси відповідних частинок:
{\displaystyle M=\operatorname {diag} \left[m_{1}I_{n_{1}},\,m_{2}I_{n_{2}},\,\ldots ,\,m_{N}I_{n_{N}}\right]}
де {\displaystyle I_{n_{i}}} — одинична матриця {\displaystyle n_{i}\times n_{i}} або повніше:
{\displaystyle M={\begin{bmatrix}m_{1}&\cdots &0&0&\cdots &0&\cdots &0&\cdots &0\\\vdots &\ddots &\vdots &\vdots &\ddots &\vdots &\ddots &\vdots &\ddots &\vdots \\0&\cdots &m_{1}&0&\cdots &0&\cdots &0&\cdots &0\\0&\cdots &0&m_{2}&\cdots &0&\cdots &0&\cdots &0\\\vdots &\ddots &\vdots &\vdots &\ddots &\vdots &\ddots &\vdots &\ddots &\vdots \\0&\cdots &0&0&\cdots &m_{2}&\cdots &0&\cdots &0\\\vdots &\ddots &\vdots &\vdots &\ddots &\vdots &\ddots &\vdots &\ddots &\vdots \\0&\cdots &0&0&\cdots &0&\cdots &m_{N}&\cdots &0\\\vdots &\ddots &\vdots &\vdots &\ddots &\vdots &\ddots &\vdots &\ddots &\vdots \\0&\cdots &0&0&\cdots &0&\cdots &0&\cdots &m_{N}\\\end{bmatrix}}}

### Обертова гантеля

Оберотова гантеля

Як менш тривіальний приклад розглянемо два точкові об'єкти з масами {\displaystyle m_{1}}, {\displaystyle m_{2}}, прикріплених до кінців жорсткого безмасового стрижня довжиною {\displaystyle 2R}, причому вузол може вільно обертатися і ковзати по фіксованій площині. Стан системи можна описати узагальненим координатним вектором
{\displaystyle q={\begin{bmatrix}x&y&\alpha \end{bmatrix}}}
де {\displaystyle x}, {\displaystyle y} — декартові координати середньої точки стрижня і {\displaystyle \alpha } — кут між стрижнем і деяким довільним опорним напрямком. Положення та швидкості двох частинок
{\displaystyle {\begin{aligned}x_{1}&=(x,y)+R(\cos \alpha ,\sin \alpha )&v_{1}&=\left({\dot {x}},{\dot {y}}\right)+R{\dot {\alpha }}(-\sin \alpha ,\cos \alpha )\\x_{2}&=(x,y)-R(\cos \alpha ,\sin \alpha )&v_{2}&=\left({\dot {x}},{\dot {y}}\right)-R{\dot {\alpha }}(-\sin \alpha ,\cos \alpha )\end{aligned}}}
та їх загальна кінетична енергія
{\displaystyle 2T=m{\dot {x}}^{2}+m{\dot {y}}^{2}+mR^{2}{\dot {\alpha }}^{2}-2Rd\sin(\alpha ){\dot {x}}{\dot {\alpha }}+2Rd\cos(\alpha ){\dot {y}}{\dot {\alpha }}}
де {\displaystyle m=m_{1}+m_{2}} і {\displaystyle d=m_{1}-m_{2}}. Цю формулу можна записати у вигляді матриці
{\displaystyle T={\frac {1}{2}}{\dot {q}}^{\textsf {T}}M{\dot {q}}}
де
{\displaystyle M={\begin{bmatrix}m&0&-Rd\sin \alpha \\0&m&Rd\cos \alpha \\-Rd\sin \alpha &Rd\cos \alpha &R^{2}m\end{bmatrix}}}
Зауважте, що матриця залежить від поточного кута {\displaystyle \alpha } стрижня.

## Механіка суцільних середовищ
Для дискретних наближень механіки суцільних середовищ, як у методі скінченних елементів може бути кілька способів побудови матриці мас, залежно від необхідної продуктивності обчислень і точності. Наприклад, метод із зосередженими масами, де деформація кожного елемента нехтується, створює діагональну матрицю мас і усуває необхідність інтегрувати масу за деформованим елементом.